# Bondsdagverkiezingen 1949
De Bondsdagverkiezingen van 1949 vonden op 14 augustus 1949 plaats. Het waren de eerste vrije verkiezingen in Duitsland op hoger dan regionaal niveau sinds 1932.
Bij deze eerste Bondsdagverkiezingen kwamen nog tien partijen en drie onafhankelijken de Bondsdag, het parlement. Dat is voor Duitse verhoudingen zeer veel. Er konden alleen partijen deelnemen die in een van de bezettingszones (de Franse, de Britse en de Amerikaanse) door de bezetter een licentie hadden gekregen. De kiesdrempel was vijf procent van de stemmen in één deelstaat (en dan werden alleen de stemmen in die deelstaat geteld) of ten minste één Direktmandat (zie ook Duits kiessysteem). Een aantal Bondsdagleden werd indirect door de West-Berlijnse gemeenteraad gekozen.
De opkomst was met 78,5 procent geringer dan in de meeste latere jaren. Over de toen nieuwe Duitse Grondwet was geen referendum gehouden, en in de grondwetgevende vergadering, de Parlementaire Raad van 1948/1949, zaten alleen vertegenwoordigers van de deelstaatparlementen. Daarom werden de eerste Bondsdagverkiezingen ook als een soort plaatsvervangend referendum gezien.
De Bondsdagverkiezingen werden gewonnen door de Christelijk Democratische Unie van Duitsland / Christelijk-Sociale Unie met 31 procent van de stemmen. De CDU is een brede beweging van liberalen, christelijken, conservatieven en nationalisten; de CSU treedt alleen in Beieren aan.
De CDU/CSU, die samen ook die Union heet, werd op de voet gevolgd door de Sociaaldemocratische Partij van Duitsland, die met 29,2 procent van de stemmen 131 van de 402 zetels verwierf. Op plaats drie kwamen de liberalen van de Vrije Democratische Partij.

## Uitslag
| Partij                                                                                               | %     | zetels  |
| --- | ----- | ------- |
| Sociaaldemocratische Partij van Duitsland (Sozialdemokratische Partei Deutschlands)                  | 29,2% | 131 (5) |
| Christelijk Democratische Unie van Duitsland (Christlich Demokratische Union Deutschlands)           | 25,2% | 115 (2) |
| Vrije Democratische Partij (Freie Demokratische Partei)                                              | 11,9% | 52 (1)  |
| Christelijk-Sociale Unie (Christlich-Soziale Union)                                                  | 5,8%  | 24      |
| Communistische Partij van Duitsland (Kommunistische Partei Deutschlands)                             | 5,7%  | 15      |
| Beieren-Partij (Bayernpartei)                                                                        | 4,2%  | 17      |
| Duitse Partij (Deutsche Partei)                                                                      | 4,0%  | 17      |
| Duitse Centrumpartij (Deutsche Zentrumspartei)                                                       | 3,1%  | 10      |
| Wirtschaftliche Aufbau-Vereinigung (Vereniging voor Economische Opbouw)                              | 2,9%  | 12      |
| Duitse Conservatieve Partij-Duitse Rechtspartij (Deutsche Konservative Partei-Deutsche Rechtspartei) | 1,8%  | 5       |
| Südschleswigscher Wählerverband                                                                      | 0,3%  | 1       |
| Overige partijen                                                                                     | 1,1%  | 0       |
| Onafhankelijke                                                                                       | 4,8%  | 3       |
| Totaal                                                                                               | 100%  | 402 (8) |

## Coalitie
Na de verkiezingen vormde Konrad Adenauer een coalitie bestaande uit de CDU, CSU, FDP en DP.

## Verwijzingen
1. ↑  Tussen haakjes: De indirect door de Berlijnse gemeenteraad gekozenen
2. ↑  Voor een deel een voortzetting van de vooroorlogse Beierse Volkspartij